# 山脇直司
山脇 直司（やまわき なおし、1949年3月26日 - ）は、日本の哲学者。専門は公共哲学、社会思想史、ドイツ観念論など。星槎大学前学長、東京大学名誉教授、地球システム・倫理学会副会長日本共生科学会会長。

## 経歴
1949年、青森県八戸市生まれ。1967年に青森県立八戸高等学校を卒業後、一橋大学経済学部に進み、1972年に卒業。大学での指導教員は塩野谷祐一であった。上智大学大学院哲学研究科に進み、1975年に修士課程を修了。大学院での指導教員はルートヴィヒ・アルムブルスターとクラウス・リーゼンフーバーであった。1978年、旧西ドイツ・ミュンヘン大学に留学し、ローベルト・シュペーマンの下で学ぶ。1982年、同大学の哲学博士号を取得。
帰国後、東海大学文学部文明学科専任講師についた。上智大学文学部哲学科助教授を経て、1988年の東大駒場騒動の際に谷嶋喬四郎東京大学教授の推薦を受け、東京大学教養学部社会科学科助教授となった。1993年に同大学教授に昇進。1996年からは東京大学大学院総合文化研究科国際社会科学専攻教授。2013年に東京大学を定年退任し、星槎大学通信制課程共生科学部教授となった。2019年より、2023年3月まで同大学学長を務め、現在は同特任教授、東日本国際大学客員教授。
学外では、経済産業省産業構造審議会基本政策部会委員、国際連合大学グローバルセミナー企画委員、東京大学ドイツ・ヨーロッパ研究センター執行委員などを務めた。現在は、八戸市特派大使、日本共生科学会会長、地球システム・倫理学会副会長、（非営利）一般財団法人京都フォーラム評議員。

## 研究内容・業績
- 経済学から哲学に転じ、最近は日本で支配的な「哲学学」批判と、哲学概念の再検討を含む学問論、およびグローカルな公共哲学を展開している。
- また、ユネスコの「地域間哲学対話」プロジェクトのコアメンバーも務めた。[4][5][6]“Inter-regional philosophical dialogues: democracy and social justice in Asia and the Arab World”.   UNESCO. 2022年9月1日閲覧。

## 著書

### 単著
- 『ヨーロッパ社会思想史』（東京大学出版会、1992年）
- 同　新版（東京大学出版会、2024年）
- 『包括的社会哲学』（東京大学出版会、1993年）
- 『新社会哲学宣言』（創文社、1999年）
- 『経済の倫理学』（丸善、2002年）
- 『公共哲学とは何か』（ちくま新書、2004年）
- 『社会福祉思想の革新』（かわさき市民アカデミー出版部、2005年）
- 『グローカル公共哲学――「活私開公」のヴィジョンのために』（東京大学出版会、2008年）
- 『社会とどうかかわるか』（岩波書店、2008年）
- 『社会思想史を学ぶ』（ちくま新書、2009年）
- 『公共哲学からの応答＿3.11の衝撃のあとで』（筑摩選書、2011年）
- 'Glocal Public Philosophy'(Lit Verlag, 2016)
- 『私の知的遍歴＿哲学・時代・創見』（デーリー東北新聞社、2017年）
- 『分断された世界をつなぐ思想ーより善き公正な共生社会のために』（北海道大学出版会、2024年）

### 単編著
- 『科学・技術と社会倫理――その統合的思考を探る』（東京大学出版会、2015年）
- 『教養教育と統合知』（東京大学出版会、2018年）

### 共編著
- （ペーター コスロフスキー・鬼塚雄丞・杉浦克己・松原隆一郎・橋本努）『資本主義の倫理』（サイエンス社、1996年）
- （田中克彦・糟谷啓介）『ライブラリ相関社会科学 (4) 言語・国家、そして権力』（サイエンス社、1997年）
- （大沢真理・大森彌・松原隆一郎）『ライブラリ相関社会科学 (5) 現代日本のパブリック・フィロソフィ』（サイエンス社、1998年）
- （内田隆三・森政稔・米谷匡史）『ライブラリ相関社会科学 (7) ネイションの軌跡』（サイエンス社、2001年）
- （佐々木毅・村田雄二郎）『東アジアにおける公共知の創出――過去・現在・未来』（東京大学出版会、2003年）
- （丸山真人・柴田寿子）『ライブラリ相関社会科学 (10) グローバル化の行方』（サイエンス社、2004年）
- （宮本久雄）『公共哲学の古典と将来』（東京大学出版会、2005年）
- （星川啓慈・山梨有希子・斎藤謙次・濱田陽・田丸徳善）『現代世界と宗教の課題―宗教間対話と公共哲学』（蒼天社出版、2005年）
- （金泰昌）『公共哲学 (18) 組織・経営から考える公共性』（東京大学出版会、2006年）
- （田中秀夫）『共和主義の思想空間――シヴィック・ヒューマニズムの可能性』（名古屋大学出版会、2006年）
- (押村高)『共和主義の思想空間_シヴィック・ヒューマニズムの可能性』（名古屋大学出版会、2006年）
- （西永堅ほか）『共生社会の構築のために＿教育・福祉・国際・スポーツ』（星槎大学出版会、2019年）

### 訳書
- ローベルト・シュペーマン, ラインハルト・レーヴ『進化論の基盤を問う――目的論の歴史と復権』（東海大学出版会、1987年）
- P・コスロフスキ、フィリップ・クロイツァー、ラインハルト・レーヴ編『進化と自由』（産業図書、1991年）
- ローベルト・シュペーマン『原子力時代の驕りーー後は野となれ山となれでメルトダウン』(知泉書館 2012年)
- ローベルト・シュペーマン『幸福と仁愛ーー生の自己実現と他者の地平』(東京大学出版会　2015年)
- J F フィヒテ『ドイツ国民への講話』（京都大学学術出版会、2023年）